# SB 13.0
Die SB 13.0 war eine Dampftriebwagenreihe der Südbahngesellschaft (SB), einer privaten Bahngesellschaft in Österreich-Ungarn.
Die SB beschaffte für ihre in Ungarn gelegenen Strecken 1904 bzw. 1905 je einen Dampftriebwagen bei Ganz & Cie. Die beiden Fahrzeuge unterschieden sich in ihren technischen Daten (vgl. Tabelle), vor allem in der Länge und der Anzahl der Sitzplätze.
Sie wurden zunächst in Barcs, ab 1910 in Stuhlweißenburg stationiert.
Vor 1920 erfolgte der Umbau beider Fahrzeuge in Personenwagen mit der Bezeichnung BCi.